# Ferdinand von Wintzingerode
Ferdinand von Wintzingerode-Ohmfeld (Allendorf an der Werra, 15 febbraio 1770 – Wiesbaden, 16 giugno 1818) è stato un militare tedesco, nobiluomo e generale dell'esercito russo.

## Biografia
La famiglia von Wintzingerode proviene da Eichsfeld (Turingia) e il nome è attestato sin dal 1209 nell'omonimo villaggio.
Ferdinando possedeva con i suoi fratelli il feudo di Unterhof in Kirchohmfeld.
Iniziò la carriera militare a otto anni, figlio di un tenente colonnello dell'Assia, nel corpo dei cadetti di Kassel. A quindici anni divenne alfiere della guardia territoriale. Allorché fu punito a causa di una presunta insubordinazione lasciò il servizio e si arruolò come soldato semplice. Durante la marcia del contingente delle reclute attraverso Coburgo attirò l'attenzione del principe Giosuè di Coburgo, cui raccontò la sua storia e ottenne subito il grado di sottotenente.
Nel 1790 partecipò come volontario nell'esercito austriaco alla lotta contro i ribelli nei Paesi Bassi del Sud. Grazie al suo ottimo comportamento in campo fu ripreso in servizio nell'esercito dell'Assia-Kassel. Come tenente nel Corpo dei Cacciatori dell'Assia prese parte fra il 1792 e il 1793 alla campagna contro i francesi. Quindi lasciò nuovamente il servizio nell'Assia per diventare aiutante di camera del principe Augusto Ferdinando di Prussia.
Poiché la vita di corte non era fatta per lui, ritornò in servizio come tenente al servizio dell'Austria. Si trovò tra il 1795 e il 1796 sul teatro di guerra in Germania e si distinse soprattutto ad Amberg. Dopo il trattato di Campoformio (17 ottobre 1797) accettò l'offerta di un ruolo di maggiore nell'esercito russo. Tosto si guadagnò come aiutante di campo la fiducia di un granduca della famiglia dello zar.
Nel 1800 ricevette l'incarico di partecipare alla guerra in Italia con l'esercito austriaco. Tornò in Russia con molte onorificenze ma anche con una mano seriamente ferita. Svolse negli anni successivi incarichi militari e diplomatici in qualità di generale aiutante di campo dello zar Alessandro I.
Nel 1805 andò come inviato a Berlino per sollecitare alla Prussia l'alleanza con l'Austria e l'Inghilterra contro la Francia, e quindi a Vienna per concludere il trattato con le potenze alleate (terza coalizione) e si ritrovò durante la guerra nella scorta del Kaiser.
Nel novembre dello stesso anno, combattendo presso Dürnstein con le truppe russe in Austria, si meritò la croce dell'Ordine di San Giorgio. Ad Austerlitz si trovava al seguito dello zar, quando riuscì a strappare all'ingenuo Murat una tregua che permise alle truppe del generale russo Bagration di sganciarsi dal combattimento e mettersi in salvo. Nel 1809, ormai maggior generale, rientrò al servizio dell'Austria.
Nella battaglia di Aspern-Essling comandò l'avanguardia del I Corpo d'armata del generale Bellegarde. Durante l'assalto a una postazione francese una pallottola gli fracassò la gamba destra. Ancora sul campo di battaglia l'arciduca Carlo lo promosse feldmaresciallo. Insignito dell'Ordine di Maria Teresa ritornò nel 1812 in Russia. Qui combatté come generale nell'esercito russo contro Napoleone. Dopo Borodino si trovò all'ultimo momento prigioniero dei francesi e Bonaparte voleva farlo fucilare in quanto suddito della Confederazione del Reno. Già il 20 di novembre però fu liberato fra Minsk e Vilnius dal generale Aleksandr Ivanovič Černyšëv, dopodiché ricevette il comando del II Corpo d'armata russo.
Nel 1813 comandò l'ala sinistra delle forze alleate nella battaglia di Großgörschen. Dopo l'armistizio si unì con il suo Corpo d'armata all'Armata del Nord ed ebbe parte nelle vittorie delle battaglie di Großbeeren e Dennewitz.
Nella battaglia di Lipsia si guadagnò il grado di generale della cavalleria russa. Anche nel prosieguo della campagna rimase assegnato all'Armata del Nord, andò con questa nei Paesi Bassi, si unì più tardi a Blücher presso Laon, comandò quindi l'avanguardia, prese Reims e stabilì il collegamento fra le truppe di Blücher e quelle di Schwarzenberg.
Dopo la battaglia di Arcis-sur-Aube inseguì l'esercito di Napoleone verso est, dove egli sapeva che l'intera Armata l'avrebbe seguito. Ma il 26 marzo 1814 l'imperatore si diresse contro l'inseguitore, e lui fu battuto presso Saint-Dizier. Nel 1815 comandò un esercito russo contro la Francia.
Dopo la fine della guerra fu comandante generale nella Volinia e nella Russia Bianca. Morì colpito da infarto durante un soggiorno a Wiesbaden.